# 野王郡
野王郡，中国古代的郡。
三国曹魏咸熙元年（264年）以野王典农置，治所在野王县（今河南省沁阳市），属司州。《晋书·宗室传》：“魏末为野王太守”。西晋废。十六国后赵复置，仍治野王。《晋书·石勒载记》：前赵刘曜败后赵石季龙，“遂围洛阳。（石）勒荥阳太守尹矩、野王太守张进等皆降之。”